# Blæsevarme
Blæsevarme er et luftvarmesystem i en campingvogn eller autocamper, der blæser den varme luft fra varmekilden (ofte en gasovn) rundt i vognen, og ud gennem enten udblæsningsventiler, der er monteret i magasinernes sider eller særlige WL-ventiler, som leder luften op langs vognens sider.
| Energi | Spire Denne artikel om produktion, distribution og forbrug af energi er en spire som bør udbygges. Du er velkommen til at hjælpe Wikipedia ved at udvide den. |